# Acanella japonica
Acanella japonica är en korallart som beskrevs av Kükenthal 1915. Acanella japonica ingår i släktet Acanella och familjen Isididae. Inga underarter finns listade i Catalogue of Life.